# Hava (rapper)
Dilara Hava Tunç, nota semplicemente come Hava (Hamm, 12 agosto 1998), è una rapper tedesca.

## Biografia
Nata e cresciuta a Hamm, Hava ha terminato gli studi con un diploma di scuola secondaria dopo aver frequentato la Friedensschule Gesamtschule della città omonima. A marzo 2019 ha firmato un contratto discografico con la Sony Music, attraverso la quale ha pubblicato il suo singolo di debutto Heartbreaker. La svolta commerciale della rapper è avvenuta con l'uscita di Kein Schlaf, realizzato con Nimo, che ha esordito in vetta alla classifica tedesca, alla 2ª posizione della austriaca e alla 3ª di quella svizzera, e che per le 200 000 unità vendute in Germania è stato certificato disco d'oro dalla Bundesverband Musikindustrie. Nel 2020 ha inciso i singoli Nagelneu e Krank, che sono entrati rispettivamente all'86º e al 47º posto delle Offizielle Deutsche Charts.

## Discografia

### Album in studio
- 2020 – Weiss
- 2022 – Segen und Fluch
- 2023 – Kein Märchen
- 2024 – Four Seasons

### Singoli
- 2019 – Heartbreaker
- 2018 – Korb
- 2018 – Panamera
- 2019 – Idemo
- 2019 – Kein Schlaf (con Nimo)
- 2020 – Nagelneu
- 2020 – Krank
- 2020 – Mailbox (con Dardan)
- 2020 – Auf der Flucht
- 2020 – Molim
- 2021 – Low Battery
- 2021 – Noć (con Jala Brat)
- 2021 – Moje sve
- 2021 – High (con Dardan)
- 2022 – Fass micht nicht an
- 2022 – Day & Night (con Dardan)
- 2023 – Wüstenblume
- 2023 – Normal (con Dardan)
- 2023 – Dušo
- 2023 – Sag mir nicht
- 2023 – Killa (con Dardan)
- 2023 – Ja sagen
- 2024 – Ona nije ja remix (con Jala Brat e Buba Corelli)
- 2024 – Tu nicht so
- 2024 – Halb perfekt
- 2024 – Jeden dan
- 2024 – Liebe & Hass
- 2024 – Für immer (con Dardan)